# Tor
Tor, ban đầu viết tắt của cụm từ The Onion Router là một phần mềm tự do mã nguồn mở. Tor thực hiện giao thức proxy nhiều lớp kiểu củ hành (onion routing) thế hệ thứ hai. Tor sử dụng một mạng lưới proxy vận hành tình nguyện và công khai bởi cộng đồng, bao gồm hơn bảy nghìn nút relay để che giấu vị trí và đích đến của người dùng, tránh giám sát mạng hoặc phân tích lưu lượng truy cập. Tor nhắm đến giúp người dùng truy cập Internet ẩn danh, không cho thống kê "lượt truy cập vào các trang web, bài đăng trực tuyến, tin nhắn trực tuyến và các dạng giao tiếp khác".
Lúc khởi đầu, dự án Tor được phòng thí nghiệm nghiên cứu Hải quân Hoa Kỳ tài trợ và phát triển. Vào năm 2004, dự án Tor chính thức trở thành một dự án của Tổ chức Biên Giới Điện Tử (tiếng Anh: Electronic Frontier Foundation, viết tắt là EFF). Từ tháng 11 năm 2005, tổ chức EFF chính thức tài trợ thành lập trang chủ của dự án.

## Chức năng

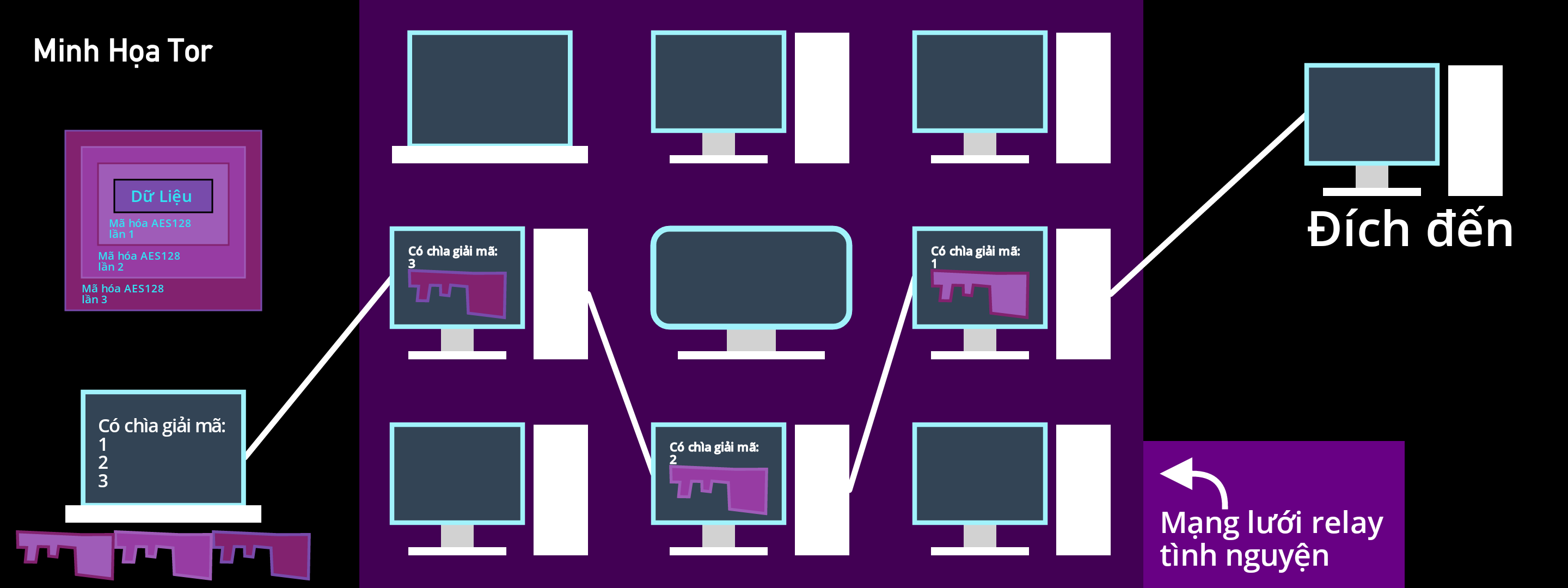
Minh họa mạng Tor

Tor là phần mềm máy tính có chức năng xóa dấu vết, ẩn địa chỉ IP xuất xứ của máy truy cập Internet khi gửi hay nhận thông tin qua mạng Internet. Các thông tin trao đổi qua Tor được mã hóa và truyền qua nhiều máy chủ trung gian khác nhau. Nếu một máy trung gian Tor bị truy cập trộm, kẻ trộm cũng không thể đọc được các thông tin của người sử dụng vì các thông tin đã được mã hóa. Ngoài công dụng trên, Tor là một trong ứng dụng có thể dùng trong một trang web chìm (Deep web). Tor đang trong giai đoạn được nhiều người tin dùng nhất khi lướt Deep Web mà không bị công khai bất kỳ thông tin cá nhân nào của bạn.
Tor là công cụ giúp người ở những nơi bị ngăn chặn thông tin có thể vượt tường lửa để tiếp cận với những luồng thông tin tự do và khách quan hơn ở bên ngoài. Bản chất của Tor là tự động và liên tục thay đổi proxy để bảo mật dữ liệu.

## Cách sử dụng

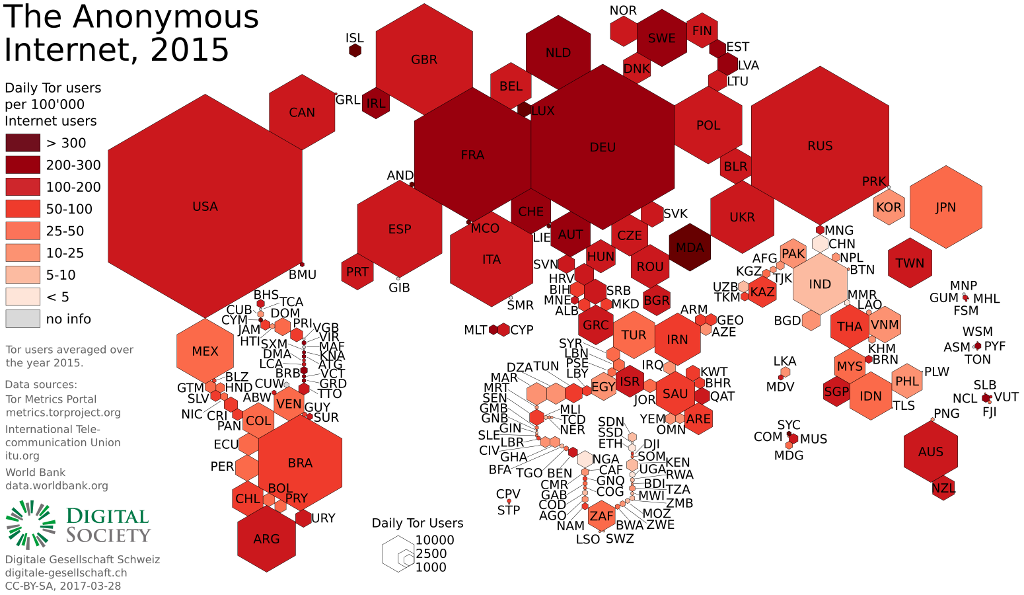
ㅤㅤㅤㅤㅤㅤ

Tor hoạt động tốt với trình duyệt Firefox, với trình duyệt này chỉ cần thao tác ở một nút phía dưới góc phải màn hình: đồng ý (enabled) hoặc không đồng ý (disabled), cũng có thể làm việc chung với tiện ích Foxyproxy là một extension (tiện ích) của trình duyệt Firefox. Nếu Tor tích hợp với các trình duyệt khác như Internet explorer, Opera  hay Netscape Navigator thì có thể thêm nhiều động tác bằng tay hơn. Người ta đã tích hợp sẵn trình duyệt Opera với Tor thành trình duyệt Opera Tor Lưu trữ ngày 20 tháng 8 năm 2008 tại Wayback Machine.

Tor là một gói phần mềm sau khi cài đặt sẽ có hai biểu tượng shortcut có tên: Vidalia và Privoxy.

Nếu đường truyền Internet đủ mạnh và muốn tình nguyện chia tải cho mạng Tor, nhấp chuột phải vào biểu tượng củ hành và chọn Configure -> Server, đánh dấu "Relay trafic for the Tor network". Nếu không, người sử dụng chỉ cần chọn "Start" và chờ củ hành biến thành màu xanh lá là đã vào mạng Tor.

## Tor Browser
Tor Browser là phần mềm mới, hiện tại bản mới nhất là bản 8.0.9 (tháng 5 năm 2019) kèm theo bản Firefox 60.6.1 thành trình duyệt Tor. Có thể dùng nó trong ổ USB nếu không muốn cài đặt. Nó được dùng để ngăn chặn trường hợp bị theo dõi để tìm ra các trang mà bạn xem, hoặc tìm kiếm vị trí máy bạn đang sử dụng, và cũng giúp bạn vào được những trang web bị đặt tường lửa.

## Hạn chế
Do mạng Tor hoạt động thông qua nhiều máy chủ trung gian và liên tục thay đổi các máy chủ này nên khi sử dụng phần mềm Tor tốc độ truy cập Internet có thể sẽ bị chậm hơn so với bình thường. Để khắc phục phần nào nhược điểm này, người ta đang tìm cách nâng cấp hệ thống máy chủ.
Giống như tất cả các mạng vô danh tiềm tàng khác, theo lý thuyết, Tor có nhược điểm là nếu như một phần mềm theo dõi mạng được cài đặt tại 2 máy cuối trong mạng Tor, nó có thể phân tích các thông tin được trao đổi từ 2 máy đó qua mạng Tor. Nhưng cũng rất khó khăn bởi Tor liên tục tự động thay đổi máy chủ, cả máy đầu và máy cuối trong mạng, và dữ liệu cũng đã được mã hóa.

## Tranh cãi

### Sử dụng cho hoạt động phạm pháp
Khi bắt đầu phổ biến, Tor đã gây ra nhiều tranh cãi khi được tội phạm mạng sử dụng để che giấu danh tính khi phạm tội hoặc vận hành web đen. Nhiều người cho rằng lợi ích Tor đem lại không đáng với những hệ lụy Tor gây ra.